# ようかい体操第二
「ようかい体操第二」（ようかいたいそうだいに）は、Dream5の14枚目のシングル。2015年6月17日にFRAMEから発売された。

## 概要
- 前作のシングル「ダン・ダン ドゥビ・ズバー!」からベストアルバムリリースをはさみ約8ヵ月ぶりの発売となる。Dream5最後のシングルでもある。
- 表題曲は、12thシングル『ようかい体操第一』と13thシングル『ダン・ダン ドゥビ・ズバー!』に引き続き、アニメ『妖怪ウォッチ』のエンディングテーマ曲。玉川桃奈、大原優乃、高野洸が台詞を言うシーンがある。
- カップリングの「白黒つけない恋もある」はDream5メンバー、日比美思のソロソング。
- 全国のイトーヨーカドー限定で、「イトーヨーカドー限定盤」が発売された。
- 2015年10月3日に放送開始した再放送番組『妖怪ウォッチ もんげーセレクションズラ!』でも10月・11月のエンディングテーマとなっていた。

## 収録内容

### CD+DVD（初回生産盤/通常盤）
CD
1. ようかい体操第二 [5:02]
  - 作詞：ラッキィ池田・高木貴司 / 作曲・編曲：高木貴司
2. 白黒つけない恋もある [4:03]
  - 作詞：motsu・高木貴司/ 作曲・編曲：菊谷知樹
3. ようかい体操第二（オリジナル・カラオケ）[5:02]
4. 白黒つけない恋もある（オリジナルカラオケ）[4:01]

DVD
1. ようかい体操第二（ミュージックビデオ）
2. ようかい体操第二（アニメエンディングバージョン）
3. ようかい体操第二（振りビデオ）
4. ようかい体操第二（振りレクチャービデオ）

### CD
CD
1. ようかい体操第二
2. 白黒つけない恋もある
3. ようかい体操第二（オリジナル・カラオケ）
4. 白黒つけない恋もある（オリジナルカラオケ）

### CD（イトーヨーカドー限定盤）
CD
1. ようかい体操第二
2. 白黒つけない恋もある

- CD+DVD版/CD版ともに、初回盤特典として「データカードダス 妖怪ウォッチ ともだちウキウキペディア『コマさん』」のカードが封入されている。
- イトーヨーカドー限定盤には封入特典としてDream5メンバーのトレーディングカード（全13種）が封入されている。